# Чернявская-Кузнецова, Мария Макаровна
Мария Макаровна Чернявская-Кузнецова (1853—1891) — русская актриса, выступавшая в составе Санкт-Петербургской драматической труппы.

## Биография
Родилась 9 марта 1853 года. Воспитывалась первоначально в частном Петербургском пансионе г-жи Ивановой-Заливкиной, после чего перешла в Санкт-Петербургскую консерваторию, где в продолжение двух лет обучалась пению в классе профессора г-жи Ниссен-Соломон.
Свою сценическую деятельность начала на сцене Беклешевского театре в Лесном в роли Параши в водевиле Н. И. Куликова «Ворона в павлиньих перьях», а затем некоторое время выступала на провинциальных сценах. В 1872 году состоялись дебюты Чернявской (в опереттах «Перикола» и «Прекрасная Елена» Ж. Оффенбаха) на сцене Санкт-Петербургского Императорского Александринского театра, в труппу которого она и была принята 15 июня того же года. В течение шести сезонов Чернявская играла почти все главные роли опереточного репертуара (кроме вышеуказанных: Мефистофель — «Фауст наизнанку», Кис-Кис — «Чайный цветок», Ланж — «Дочь рынка», Ганимед — «Прекрасная Галатея», Герман — «Лёгкая кавалерия», Габриэль и Метелла — «Парижская жизнь», Надя — «Русские романсы в лицах» и другие). Появлялась сверх того в комедиях и водевилях («В людях ангел — не жена», «Осенний вечер в деревне», «Угнетённая невинность» и других). Чернявская пользовалась репутацией талантливой опереточной артистки, обладала прекрасным голосом и привлекательной сценической внешностью.
В 1878 году Чернявская покинула сцену, но через год поступила в московскую императорскую драматическую труппу, где прослужила до 1 марта 1882 года, после чего вновь вернулась на петербургскую сцену. В 1883 году окончательно оставила службу при Императорских театрах и вместе с тем вообще сценическую деятельность.
Умерла в Москве 31 декабря 1891 года. Похоронена в некрополе Донского монастыря; могила утрачена.